# Paul-Hélène Saint-Raymond
Pour les articles homonymes, voir Saint-Raymond (homonymie).
Paul-Hélène Saint-Raymond est une religieuse française née à Paris 17e le 24 janvier 1927 et tuée à Alger le 8 mai 1994. 
Religieuse de la congrégation des Petites Sœurs de l'Assomption au service des pauvres, elle sert comme infirmière et aide sociale pendant trente ans en Algérie. Tuée dans la bibliothèque où elle accueillait les jeunes, elle fait partie du groupe des martyrs d'Algérie dont la béatification a eu lieu le 8 décembre 2018.

## Biographie
Paul-Hélène Saint-Raymond est la huitième d'une famille de dix enfants, unie et à la foi profonde,. Elle effectue des études scientifiques à la Sorbonne, et est ainsi ingénieur de formation,.

### Vocation religieuse
Désirant suivre la vocation religieuse, elle choisit d'entrer dans la congrégation des Petites Sœurs de l'Assomption pour être au service des pauvres. Elle y entre en 1952 ; elle est travailleuse familiale à Creil de 1954 à 1957, après de la population ouvrière, puis effectue des études d'infirmière. Elle prononce en 1960 ses vœux définitifs. Elle œuvre ensuite à Rouen dans les quartiers pauvres.

### Infirmière et aide sociale en Algérie
Affectée à partir de 1964 en Algérie, sœur Paul-Hélène Saint-Raymond y travaille comme infirmière et travailleuse sociale et familiale,. Principale membre d'un centre médico-social de la banlieue d'Alger, elle exerce une telle activité qu'elle reçoit des consignes de modération pour ne pas épuiser ses consœurs. Elle donne des soins infirmiers à domicile, répartit le personnel, pratique la petite chirurgie, s'occupe de résoudre les problèmes sociaux comme les retraites ou la sécurité sociale, et s'efforce de rééduquer et appareiller les infirmes moteurs.

### Tunisie, Maroc
Après ce premier séjour en Algérie, elle part en 1974 pour un an en Tunisie, puis passe neuf ans à Casablanca, au Maroc, de 1975 à 1984. Elle y dirige un service de prématurés. Elle veille aussi sur ceux qui doivent vivre dans la clandestinité.

### Retour en Algérie
Sœur Paul-Hélène retourne en Algérie en 1984, au sein de la communauté de Ksar el Boukhari. Elle y est infirmière scolaire. En 1988, elle rejoint la communauté de Belcourt, à Alger.
Elle est très serviable, d'une générosité sans faille, d'un esprit très logique, d'une vive intelligence et d'une grande mémoire. Cependant sa franchise même, son franc-parler et son manque de tact lui causent des difficultés relationnelles, et son caractère bien déterminé la rendent parfois difficile à vivre pour les autres religieuses, mais son humilité, son esprit fraternel et sa capacité de dialogue favorisent la réconciliation. Sa vaste culture la fait par ailleurs surnommer « Madame Encyclopédie ». La profondeur de sa foi l'aide à surmonter ses luttes intérieures ; elle reste très attachée à la prière, individuelle et communautaire.

### Retraite, bibliothèque, assassinat
Une fois à la retraite, sœur Paul-Hélène Saint-Raymond aide le frère Henri Vergès, responsable de la bibliothèque de la rue Ben-Cheneb dans la casbah d'Alger. Chaque jour elle part à pied de son domicile partagé avec deux autres religieuses à Belouizdad, le quartier populaire de la banlieue d'Alger, pour aller dans la bibliothèque au cœur de la Casbah. Elle y accueille les lycéens et les étudiants,.
Elle choisit de continuer malgré les risques et les mises en garde. Elle écrit à ce propos qu'« il faut commencer soi-même à lutter contre sa propre violence », et répond à Mgr Teissier qui l'avertit : « Père, de toute façon nos vies sont déjà données ».
Elle est tuée dans la bibliothèque le 8 mai 1994, en début d'après-midi, d'une balle dans la nuque tirée par un des fondamentalistes musulmans ayant fait irruption dans la bibliothèque, déguisés en policiers. Le frère Henri Vergès avec qui elle travaille est tué en même temps,.
Ses obsèques sont célébrées en même temps que celles du frère Henri le 12 mai 1994 dans la basilique Notre-Dame d'Afrique.

## Béatification
Plusieurs congrégations sont revenues en Algérie. Si la bibliothèque de la casbah d’Alger a été fermée à la suite des assassinats, elle a rouvert en 1997 et s'est développée, sous l'impulsion de Sœur Veronica, augustine missionnaire, qui rappelle aux jeunes le souvenir de Paul-Hélène Saint-Raymond et du frère Henri Vergès.
La procédure pour sa béatification est ouverte en 2013 dans le cadre de celle pour les martyrs d'Algérie, sous le nom officiel de « Mgr Pierre Claverie et ses 18 compagnons ».
Le 26 janvier 2018, le pape François reconnaît la mort in odium fidei des martyrs d'Algérie, permettant ainsi leur béatification. Ils sont proclamés bienheureux lors de la cérémonie de béatification le 8 décembre 2018 en Algérie, à Oran.